# Los Corazones Solitarios
Los Corazones Solitarios es un grupo musical que se formó en el verano de 1972 en la calle 14 de la colonia Libertad de Tijuana Baja California, por Roberto Cuentas quien tocaba la guitarra y cinco amigos, quienes tuvieron primeramente el nombre “Quinto Sonido”. Sus acompañantes eran Daniel López en la batería, Juan Valdés como primera guitarra, “El Chuchín” como vocalista, en los teclados Antonio Betacncourt, y como segunda guitarra, José Luis Sepúlveda. Luego cambiaron su nombre a “Tipo” pero al promotor no le gustó y después el Chuchín propuso el nombre de “Lonley Hearts”, quienes tocaban canciones conocidas de otros grupos -covers-, cumbias y románticas, en fiestas familiares. 
Iniciaron tocando en fiestas de la colonia, misas, bailes y fiestas privadas, tocando cumbias y románticas, éxitos de otros grupos.

## Trayectoria
Fue en 1973 cuando tres eventos cambiaron el destino de la agrupación. El primero fue que Cuentas cambió de tocar guitarra al bajo; ingresó al grupo como vocalista, Rubén Sandoval, originario de Arenal Jalisco, y que venía de los “TJ Souls”, sustituyendo al Chuchín; también se integró a la agrupación el productor, compositor y dueño de la marca Eclipse, Manuel Rentería. El grupo firmó contrato de exclusividad por 6 años con Eclipse. Manuel Rentería aportó la composición de la melodía “El tiempo que has llorado”, que fue grabado el disco en noviembre de 1973, liberando el disco en enero de 1974 y fue cuando el grupo empezó un rápido ascenso, y el éxito les llegó de manera inmediata, pues su música empezó a ser escuchada en diversos escenarios tanto de México como de Estados Unidos, América del Sur y España, por lo que eso los llevó a grabar pronto otros discos ese mismo año.
Por cuestión comercial, consideraron conveniente modificar su nombre del inglés al español, como “Los Corazones Solitarios”. Rentería logra después contrato de exclusividad con Polydor quien los impulsó en a Sudamérica. 
Con la fama y el dinero llegaron los conflictos, separándose en dos grupos: Manuel Rentería y Sepúlveda y Daniel López, y al lado de Cuentas se suma José Luis Ibarra en la batería, aunque Sepúlveda regresa con los originales. Llegan a acuerdo con Rentería para cumplir el compromiso original de los 6 años con quien disputaban los derechos del nombre y a quien le ganaron la demanda.
Cuentas se convierte en promotor del grupo, a Sandoval lo empiezan a apodar en Mexicali “El ángel del amor” y empiezan a reforzarse mutuamente al alternarse con otros grupos famosos de Tijuana y Mexicali como Los Moonligts, Los Solitarios, y Los Muecas.
En 1980 Rubén Sandoval fue separado del proyecto quien formó su propio grupo y siguió tocando por muchos años; Rentería también se desligó del grupo. El grupo tomó un receso de un año, pero pronto continuaron presentándose tanto en México como en Estados Unidos y grabando nuevos éxitos hasta 1992. 

## El retorno
En el 2012 se dijeron “empezamos de nuevo”, en referencia a que a partir de ese año la agrupación se renovó con Abraham Morfín en la guitarra, Juan Guzmán en los teclados, Gregorio Jiménez a cargo de la voz, Jesús Sandoval, ya llevaba tiempo como baterista y a partir de ello, se dieron a la tarea de preparar el material a incluirse en el LP, mismo que sacaron en 2015 “Como en los viejos tiempos”,  bajo el sello BMC Records. La nueva realización ofreció ocho temas inéditos como la balada “Sin tu presencia”, y cuatro éxitos entre los que destaca “El tiempo que has llorado”.
En esta producción, dos de las nuevas canciones fueron cumbias, “Dile que no” y “Culpables los dos”, mientras que los éxitos “Gracias mi amor” y “Quiero comprender” presentan “nuevos arreglos”, a cargo de Pedro Íñiguez, quien colaboró para todos los temas. El material, integrado en su mayor parte por baladas, se distingue por “un sonido romántico nuevo, pero sin perder la esencia.” En 2022 seguían activos y recibieron el reconocimiento de plasmar "La huella de las Estrellas" en la plaza Santa Cecilia de Tijuana.

## Discografía
Los corazones solitarios grabaron tanto discos sencillos como de larga duración, álbumes, casetes, y compilaciones.
- 1974. El Tiempo Que Has Llorado. Gamma (4).
- 1974. Mi Ángel De Amor / Corazón Solitario.  (7"). Eclipse
- 1974. MI Ángel De Amor (7", EP). Polydor. 2369
- 1974. Sufrir Sin Razón / Quiero Que Comprendas. (7"). Eclipse (23). EC-09
- 1974. Caricias De Amor / Es Amor (7"). Eclipse (23). ECL-08.
- 1975. Lo Mejor de Los Corazones Solitarios. (LP, ) Belart (2) LPB 7047
- 1975. El Tiempo Que Haz Llorado. (LP, ). Karussell. LPM 12058
- 1977. Inolvidables Éxitos De Ayer Y Hoy. (LP, ). Discos Eclipse. EC-2029.
- 1978. El Tiempo Que Haz Llorado/Solo Tú Me Haces Feliz. (7"). Lorena Records. LO-101
- 1978. Calor y amor / Se me fue el corazón. (7") Lorena Records. LO-112.
- 1979. Mentira, Mentira (7"). Gamma G-2170.
- 1979. Triste final (7"). OB Productios. OB-4419.
- 1979. Dedicado Al Amor.  (LP). OB Productions. OBLP-5508.
- 1980. Para Los Enamorados. (LP). Diana (3). LPD 376.
- 1980. Me tienes en el olvido (7") Lorena Records. LO-123
- 1980. Verdad. (7") OB Productions OB-471
- 1981. Volumen 2. (LP). Diana (3). LPD 403.
- 1981. Volumen 6. (LP). Diana (3). LPD-400.
- 1981. Calor Y Amor.  (LP). Diana (3). LPD-399.
- 1981. Conflicto. (LP). Diana (3). LPD-394
- 1981. Abrazos Y Caricias. (LP). OB Productions. OBLP-5534
- 1981. El Tiempo Que Has Llorado. (LP). Diana (3). LPD-404
- 1981. Calor Y Amor. (LP). Lorena Records. LLP-1809.
- 1985. No Niegues Que Me Quieres. (LP). Rocío. LP.RO-1048.
- 1985. Los grandes éxitos. (LP). Diana (3). LPD 00554
- 1988. Que Nos Pasa A Todos. (LP). Rocío. LP RO-1133.
- 2015. Como en los viejos tiempos. BMC RECORDS
- 2017. 16 Éxitos. Black & White.
- -  . El Tiempo Que Haz Llorado. 2 versiones. Eclipse (23).
- -  . Cuando Miro Las Estrellas. (LP). Discos Eclipse. EC 2026.
- -  .  Igual Que Tu. (Cassette). PRCA. 2001.
- -  . Conflicto (7"). OB Productions. OB-4457.
- -  .  He Sabido Que Te Amaba.  (7"). OB Productions. OB-4493.
- -  . Ensoñación. (7"). OB Productions. OB-4480.
- -  . Llegaste Tú.  (7"). OB Productions. OB-4440.
- -  . Lo Mejor Del Compositor Mike Rentería y Sus Intérpretes, Los Corazones Solitarios y Los Eclipse. (LP). Lema. LEM-1011.